# Stephen Makinwa
Stephen Ayodele Makinwa (Lagos, 26 de julio de 1983) es un exjugador de fútbol profesional nigeriano.
Fue descubierto en 2000 por Reggina cuando jugaba por Ebedei de Nigeria. Su primer equipo en Italia fue Conegliano de la Serie D, en 2001 Como compra el 50% de su pase, pero no juega. En enero del 2004 es cedido a Modena y debuta en la Serie A. 
En 2005 es comprado por Palermo en €7.5m, un año después llega a la Lazio en copropiedad por €3.3m. En 2006 juega por el SS Lazio.
Makinwa es conocido por celebrar haciendo muchos saltos, como su compatriota Obafemi Martins.
Jugó en la Copa Africana de Naciones de 2006 y en 2008 con el equipo de Nigeria.

## Clubes
| Club                          | País      | Año       |
| ----------------------------- | --------- | --------- |
| FC Ebedei                     | Nigeria   | 2000      |
| AC Reggiana 1919              | Italia    | 2000-2001 |
| Como Calcio                   | Italia    | 2001-2002 |
| AC Reggiana 1919              | Italia    | 2002-2003 |
| Genoa Cricket & Football Club | Italia    | 2003      |
| Como Calcio                   | Italia    | 2004      |
| Modena                        | Italia    | 2004      |
| Atalanta                      | Italia    | 2005      |
| U.S. Palermo                  | Italia    | 2005      |
| S.S. Lazio                    | Italia    | 2006-2007 |
| Reggina Calcio                | Italia    | 2008      |
| Chievo Verona                 | Italia    | 2009      |
| AE Larisa                     | Grecia    | 2010-2011 |
| S.S. Lazio                    | Italia    | 2012      |
| Carrarese Calcio              | Italia    | 2012-2013 |
| Beijing Baxy F.C.             | China     | 2013      |
| ND Gorica                     | Eslovenia | 2014-2015 |